# Xysticus yogeshi
Xysticus yogeshi is een spinnensoort uit de familie van de krabspinnen (Thomisidae).
De wetenschappelijke naam van de soort werd in 2005 gepubliceerd door Uttam Arjun Gajbe.